# نیکولای گولیایف
نیکولای گولیایف (روسی: Николай Алексеевич Гуляев؛ زادهٔ ۱ ژانویه ۱۹۶۶) اسکیت‌باز سرعت اهل اتحاد جماهیر شوروی سوسیالیستی بود.